# Eurycope cryoabyssalis
Eurycope cryoabyssalis är en kräftdjursart som beskrevs av Just 1980. Eurycope cryoabyssalis ingår i släktet Eurycope och familjen Munnopsidae. Inga underarter finns listade i Catalogue of Life.